# فلوجستا

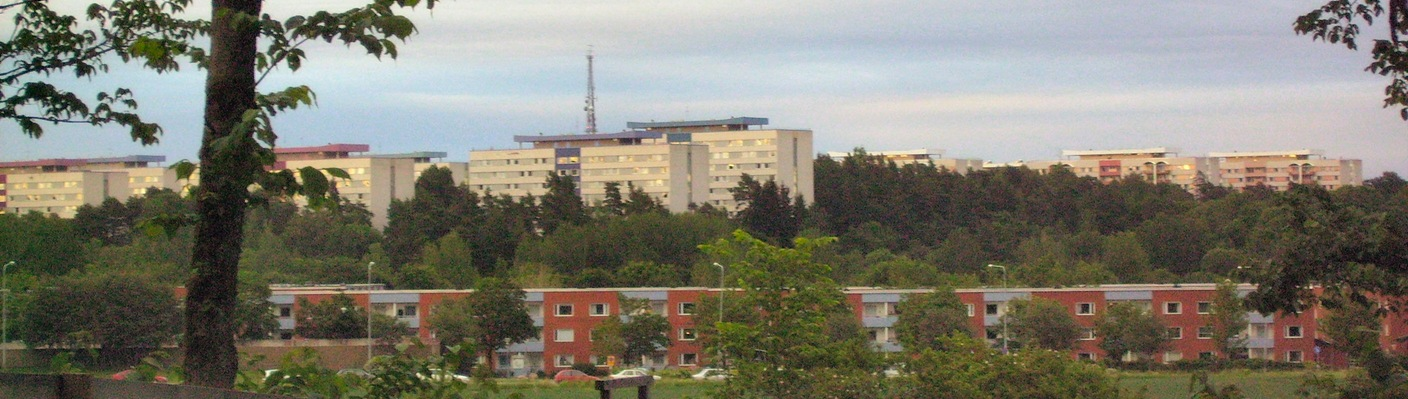
حي فلوجستا.

فلوجستا هو حي يقع في الجانب الغربي من مدينة أوبسالا السويدية. أكثر سكانه طلاب في جامعتي أوبسالا والجامعة السويدية للعلوم الزراعية. يقع الحي على بعد حوالي 2.8 كيلومتر (حوالي 4 كيلومترات برا) غرب مركز مدينة أوبسالا. توجد وصلات حافلات ومسارات للدراجات تربط فلوجستا بأجزاء مختلفة من المدينة.

## صرخة فلوجستا
قرابة الساعة العاشرة مساء من كل ليلة قد تُسمع صرخة فلوجستا حيث يخرج الطلاب للصراخ من النوافذ والشرفات والسطوح.